# Birimbao
El birimbao (en portugués berimbau) es un instrumento de cuerda percutida parecido al arco musical, hecho de una vara de madera flexible y un alambre, a los que se agrega una cashishi y una calabaza, que hace las veces de caja de resonancia. También puede ser simulado con una goma la cual se toca desde una posición bucal.
El birimbao es de origen africano. Su uso tradicional está documentado ampliamente en toda África subsahariana, recibiendo distintos nombres en las diferentes lenguas y culturas del vasto continente.
Este instrumento fue llevado por los esclavos angolanos a Brasil, donde se utiliza para acompañar una lucha acrobática llamada capoeira.
El birimbao recibe varios nombres:
- En Brasil: arco musical, aricongo, berimbau, birimbao metalizado, bucumbumba, bucumbunga, gobo, gunga, macungo, arimbau, matungo, mutungo, oricungo, orucungo, ricungo, rucumbo, rucungo, uricungo, urucungo, urucurgo
- En Portugal: berimbau de peito (birimbao de pecho).
- En África:[1]
  - Angola: hungu, mbulumbumba
  - Benín: tiéporé
  - Burundi: idono, igubu (igobore), umuduri
  - República Centroafricana: e.ngbiti, mbela
  - República Democrática del Congo ekibulenge, lakwemi, lokombi, longombe, longombi, lungungu, nzenze, rukung, umuduri
  - Mozambique: xitende
  - Ruanda: umuduri (umunahi)
  - Suazilandia: makhweyane, makweyana
  - Uganda: egobore, umunahi
  - Sudáfrica: makhweyana
  - Zambia: kalumbu

## Descripción
Esta especie de arco (música) está compuesto por tres elementos:
- Una vara de madera flexible arqueada, de entre 1,5 y 1,7 m (en portugués beriba, o biriba, que es una planta muy común en Brasil);
- Una cuerda de alambre (que generalmente se toma de los neumáticos de autos por ser acerado y de gran resistencia), tensada entre los extremos de la vara;
- En su parte inferior tiene atada una calabaza con el fondo cortado (para que funcione como caja de resonancia) y un cashishi (cesto de mimbre).

El tocador de birimbao usa la mano izquierda (o derecha dependiendo si es zurdo) para sujetar el instrumento y con una piedra o una moneda aprieta más o menos la cuerda, mientras con la mano derecha la percute con un palo.
La mano derecha (o izquierda dependiendo si es zurdo) que sostiene la varilla entre el pulgar y el índice, sostiene también al cashishi con los dedos medio y anular. De esta manera cada golpe de la varilla sobre la cuerda del berimbau es acompañada por el sonido seco y vegetal del caxixi.
La calabaza generalmente proviene de una Lagenaria siceraria.

## Instrumentos similares
Los siddis de la India, que son descendientes de inmigrantes oriundos del África Oriental, tocan un instrumento parecido al birimbao llamado malunga.
El birimbao tiene un sonido parecido al del arpa de boca.

## Tipos de birimbaos
De acuerdo con su sonido, que depende, a su vez, de la tensión del arco y el tamaño y forma de la cabaza, el birimbao puede ser clasificado como:
- gunga o urucungo (grave) (solo).
- berra-boi (marcación) si tiene la calabaza grande que emite sonido bastante grave para ser usado en vez del gunga.
- meio (medio).
- viola (agudo), si la calabaza es pequeña y emite un sonido bastante agudo. (improviso).

Los tres tipos de birimbao son usados en la roda de capoeira para marcar el ritmo y el estilo del juego. El gunga es el que dirige la roda —puede pararla, acelerarla, etc.— mientras el meio hace el toque contrario al del gunga, y el viola improvisa para avivar la música.

## Tonos del birimbao
- Agudo: - yin - con el dobrão presionado, y la baqueta justo encima del dobrão.

- Sofocado: - chi- con el Agudo: - yin - con el dobrão presionado, y la baqueta justo encima del dobrão.

Sofocado: - chi- con el dobrão suelto, pero tocando el alambre, sonido percutivo y atonal, y la baqueta a la altura del dobrão.
Grave: - do - con el dobrão suelto, o cuerda al aire, y la baqueta abajo, cerca del soporte de la calabaza.Agudo: - yin - con el dobrão presionado, y la baqueta justo encima del dobrão.
Sofocado: - chi- con el dobrão suelto, pero tocando el alambre, sonido percutivo y atonal, y la baqueta a la altura del dobrão.
Grave: - do - con el dobrão suelto, o cuerda al aire, y la baqueta abajo, cerca del soporte de la calabaza.Agudo: - yin - con el dobrão presionado, y la baqueta justo encima del dobrão.
Sofocado: - chi- con el dobrão suelto, pero tocando el alambre, sonido percutivo y atonal, y la baqueta a la altura del dobrão.
Grave: - do - con el dobrão suelto, o cuerda al aire, y la baqueta abajo, cerca del soporte de la calabaza.Agudo: - yin - con el dobrão presionado, y la baqueta justo encima del dobrão.
Sofocado: - chi- con el dobrão suelto, pero tocando el alambre, sonido percutivo y atonal, y la baqueta a la altura del dobrão.
Grave: - do - con el dobrão suelto, o cuerda al aire, y la baqueta abajo, cerca del soporte de la calabaza.Agudo: - yin - con el dobrão presionado, y la baqueta justo encima del dobrão.
Sofocado: - chi- con el dobrão suelto, pero tocando el alambre, sonido percutivo y atonal, y la baqueta a la altura del dobrão.
Grave: - do - con el dobrão suelto, o cuerda al aire, y la baqueta abajo, cerca del soporte de la calabaza.Agudo: - yin - con el dobrão presionado, y la baqueta justo encima del dobrão.
Sofocado: - chi- con el dobrão suelto, pero tocando el alambre, sonido percutivo y atonal, y la baqueta a la altura del dobrão.
Grave: - do - con el dobrão suelto, o cuerda al aire, y la baqueta abajo, cerca del soporte de la calabaza.Agudo: - yin - con el dobrão presionado, y la baqueta justo encima del dobrão.
Sofocado: - chi- con el dobrão suelto, pero tocando el alambre, sonido percutivo y atonal, y la baqueta a la altura del dobrão.
Grave: - do - con el dobrão suelto, o cuerda al aire, y la baqueta abajo, cerca del soporte de la calabaza.Agudo: - yin - con el dobrão presionado, y la baqueta justo encima del dobrão.
Sofocado: - chi- con el dobrão suelto, pero tocando el alambre, sonido percutivo y atonal, y la baqueta a la altura del dobrão.
Grave: - do - con el dobrão suelto, o cuerda al aire, y la baqueta abajo, cerca del soporte de la calabaza.Agudo: - yin - con el dobrão presionado, y la baqueta justo encima del dobrão.
Sofocado: - chi- con el dobrão suelto, pero tocando el alambre, sonido percutivo y atonal, y la baqueta a la altura del dobrão.
Grave: - do - con el dobrão suelto, o cuerda al aire, y la baqueta abajo, cerca del soporte de la calabaza.Agudo: - yin - con el dobrão presionado, y la baqueta justo encima del dobrão.
Sofocado: - chi- con el dobrão suelto, pero tocando el alambre, sonido percutivo y atonal, y la baqueta a la altura del dobrão.
Grave: - do - con el dobrão suelto, o cuerda al aire, y la baqueta abajo, cerca del soporte de la calabaza.dobrão suelto, pero tocando el alambre, sonido percutivo y atonal, y la baqueta a la altura del dobrão.
- Grave: - do - con el dobrão suelto, o cuerda al aire, y la baqueta abajo, cerca del soporte de la calabaza.

Ejemplo: Sonido de birimbao sin acompañamiento:  Toque de Angola (formato ogg, 17 segundos, 174KB).

## Tipos de toques
Todos los toques de birimbao son ejecutados a través de cinco batidas o golpes con la baqueta en el alambre que une a la calabaza a la madera, a través de un barbante (cuerda, cordón). Basado en esto, podemos afirmar que son apenas 7 (siete) el número de toques de birimbao.
- El toque de Angola: así como el toque de São Bento Pequeno, son usados para acompañar el canto de la ladainha y el canto de entrada, pudiendo también ser usados para el canto corrido, cuando los capoeiristas van a jugar lentamente.

chi, chi, do, yin, caxixi
- El toque de São Bento Grande: para un juego más rápido que el marcado por un toque de Angola

São Bento Grande de Angola: chi, chi, yin,, do do
São Bento Grande da Regional: chi, chi, do, chi, yin, chi, chi, do, do, yin
- El toque de São Bento Pequeno: es un toque intermediario entre el toque de Angola y el de São Bento Grande.

- El toque de Iuna: ejecutado con el birimbao viola, es el toque ritual, porque, solo es admitida su ejecución cuando dos capoeiristas experimentados, generalmente mestres, van a "vadiar", exigiendo una perfecta coordinación de los movimientos que solo es adquirida después de muchos años de práctica de la capoeira.

(ejecutado solo por el birimbao viola) chi, chi, do, do, do
- El toque Banguela: era usado para acompañar el jogo de faca (juego de cuchillo), hoy extinto. Era el juego en donde uno o dos de los capoeiristas empuñaban un cuchillo, luchaban o simulaban una pelea entre sí.

chi, chi, do, yin, yin
- El toque de Cavalaria: es un toque de aviso y no puede ser usado en un juego de capoeira. Antiguamente cuando los capoeiras estaban perseguidos, se creó el Esquadrão de Cavalaria da Guarda Nacional (Escuadrón de Caballería de la guardia Nacional), que tuvo, en una determinada época, como preocupación mayor, el combatirlos. De ahí se originó el toque de Cavalaria. Un capoeirista se quedaba en una colina o en una esquina, un poco distante de donde se formaba la roda de capoeira, y cuando la Cavalaria da Guarda Nacional se aproximaba, el capoeira que estaba vigilando daba inicio al toque del mismo nombre, avisando a los camaradas que huían o que, entonces, se preparaban para enfrentarlos en violentas batallas.

(este toque se ejecuta con mucha rapidez) chi, chi, do, yin, do
- El toque de Samba de Angola: solo es usado para la ejecución de la samba de roda o de la samba duro. En la samba de roda, mientras los instrumentos tocan el pueblo baila, a la manera de los africanos, en pares o en grupos. En la samba duro, solo permitida para hombres, mientras bailan samba se aplican rasteiras entre sí.

- El toque de Apanha a Laranja no Chao Tico-tico: en las fiestas de Santa Bárbara era usado en el 'torneo' que consistía en lo siguiente: dos capoeiristas se exhibían intentando agarrar con la boca una tela blanca que era arrojado al medio de la roda, consagrándose vencedor aquel que la agarraba. El referido toque es acompañado con la melodía del mismo nombre, que se originó de una broma de roda, muy conocida en rodas que tienen la presencia de mestres antiguos, que tiran un carné en medio de la roda y comienzan a jugar intentando cogerlo.

- Los toques de Santa María, Jogo de Dentro (Amazonas) y Samongo (Samanto) son usados preferentemente en cantos corridos y utilizados en el jogo de dentro.

Santa María:
chi, chi, do, do, do, do
chi, chi, do, do, do, yin
chi, chi, yin, yin, yin, yin
chi, chi, yin, do, yin, do
Los toques arriba citados cambian bastante su denominación de una academia a otra, con excepción del primero (Angola) y del segundo (São Bento), bastante conocidos, denominados pequena o dobrada, grande o pequeno, respectivamente dependiendo del ritmo: Lento, moderado o rápido.
Cuando el toque finaliza en la Cuarta batida (Angola pequena y São Bento pequeno), el instrumentista apoya la baqueta en la parte del alambre abajo del barbante (cuerda), sacudiendo simultáneamente el caixixi, equivaliendo a la Quinta batida.